# Kelptrut
Kelptrut (Larus dominicanus) är en sydligt förekommande måsfågel inom ordningen vadarfåglar.

## Utseende
Med sin svarta mantel liknar både silltruten (Larus fuscus) och havstruten (Larus marinus). I storlek är den ett mellanting, med en längd på 54–65 centimeter och en vingbredd på 128–142 centimeter. Huvudet, undersida och stjärt är vita. Vid vingspetsarna syns en liten vit fläck. Näbben är som hos andra trutar gul med röd fläck och benen gröngula. Ungfåglarna har svart näbb, svart ändband på stjärten och överlag en gråbrun fjäderdräkt tätt vitkantad. De får dock ganska snart en blek näbbas samt vitt huvud och vit undersida.

## Utbredning och systematik
Den lever i kustområden runt på södra halvklotet och delas in i fem underarter med följande utbredning som alla utgör monotypiska grupper:
- dominicanus (inklusive antipodus) – vid Sydamerikas kuster samt på Falklandsöarna, Sydgeorgien, Nya Zeeland och Australien
- austrinus – Antarktis och dess öar
- judithae – subantarktiska öar i Indiska oceanen
- vetula ("Kaptrut") – kustnära områden i Sydafrika och Namibia
- melisandae – kustområden på sydvästra och södra Madagaskar

Arten häckade även i Marocko 2010.
Taxonet vetula har föreslagits utgöra en egen art. Å andra sidan behandlas kelptruten av vissa som monotypisk.

### Kelptrut i Europa
Arten är en mycket sällsynt gäst i Europa som påträffats i Spanien, Portugal och Frankrike.

## Ekologi
Liksom andra trutar är kelptruten en allätare. Unikt för arten är dess nyligen upptäckta sätt att äta av levande rätvalar, villet ofta lämnar valarna med stora öppna sår, vissa upp till en halvmeter breda. Detta har dokumenterats i vattnen utanför Argentina. Kelptrutar har också setts fånga skaldjur och sedan flyga ett antal meter upp i luften för att sedan släppa ner dem mot klippor nedanför med syfte att krossa skalet.
Boet är en fördjupning i marken fodrat med fjädrar och vegetation. Honan lägger två eller tre ägg. Boda föräldrar matar ungarna.

## Status och hot
Arten har ett stort utbredningsområde och en stor population, och tros öka i antal. Utifrån dessa kriterier kategoriserar internationella naturvårdsunionen IUCN arten som livskraftig (LC). Världspopulationen uppskattas till mellan 3,3 och 4,3 miljoner individer.

## Bilder

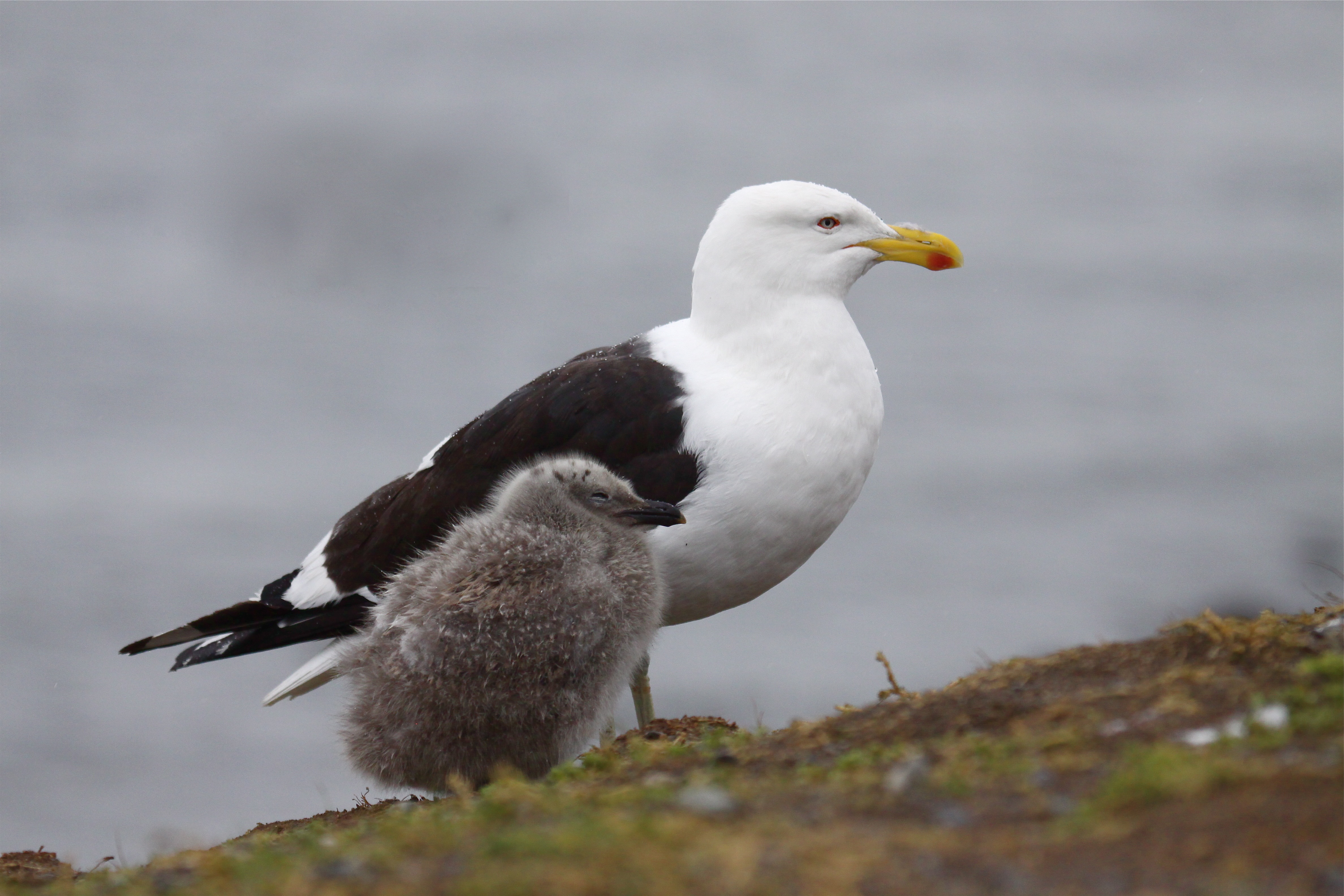
Tillsammans med dununge.
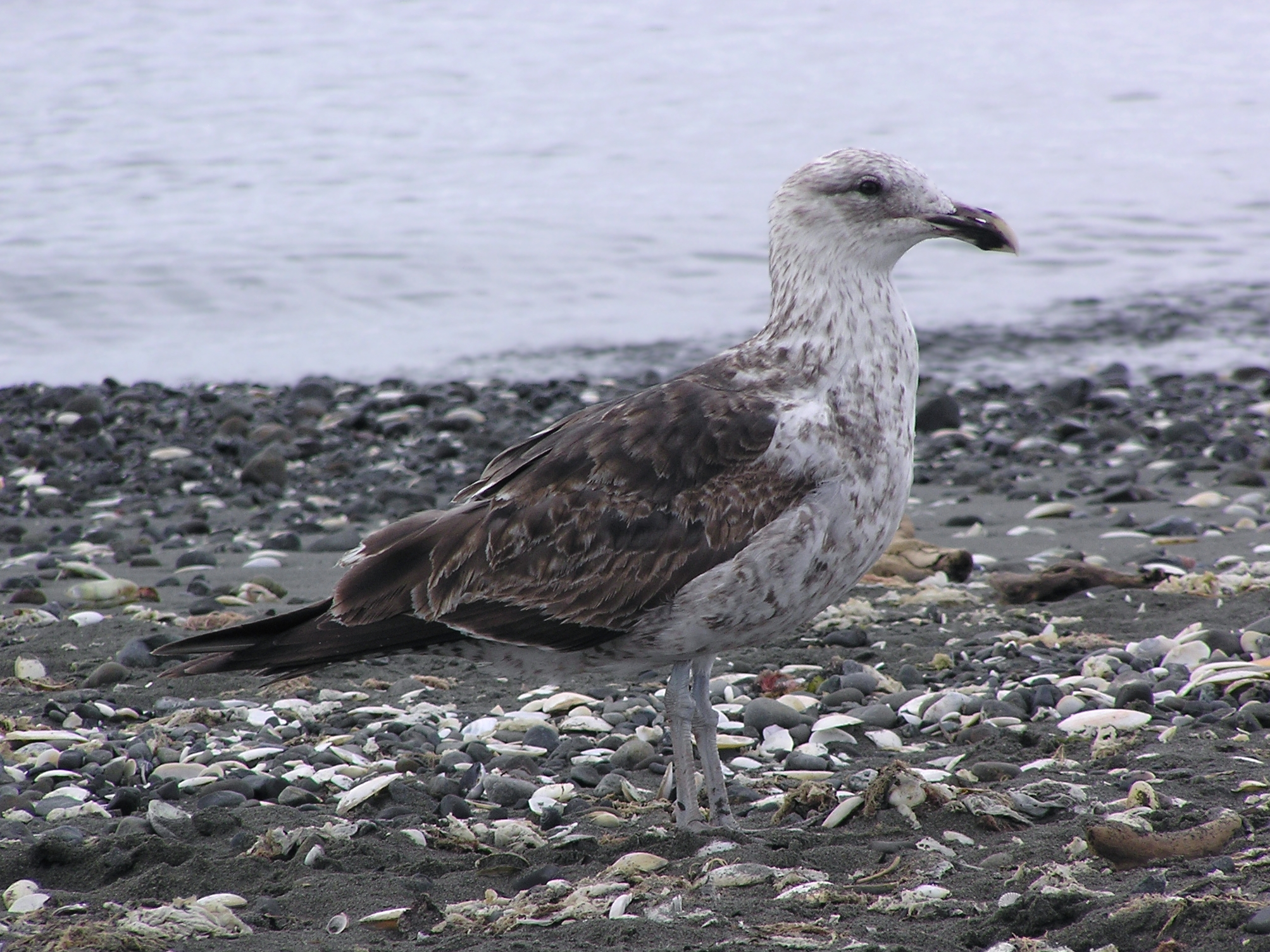
Juvenil av nominatformen.
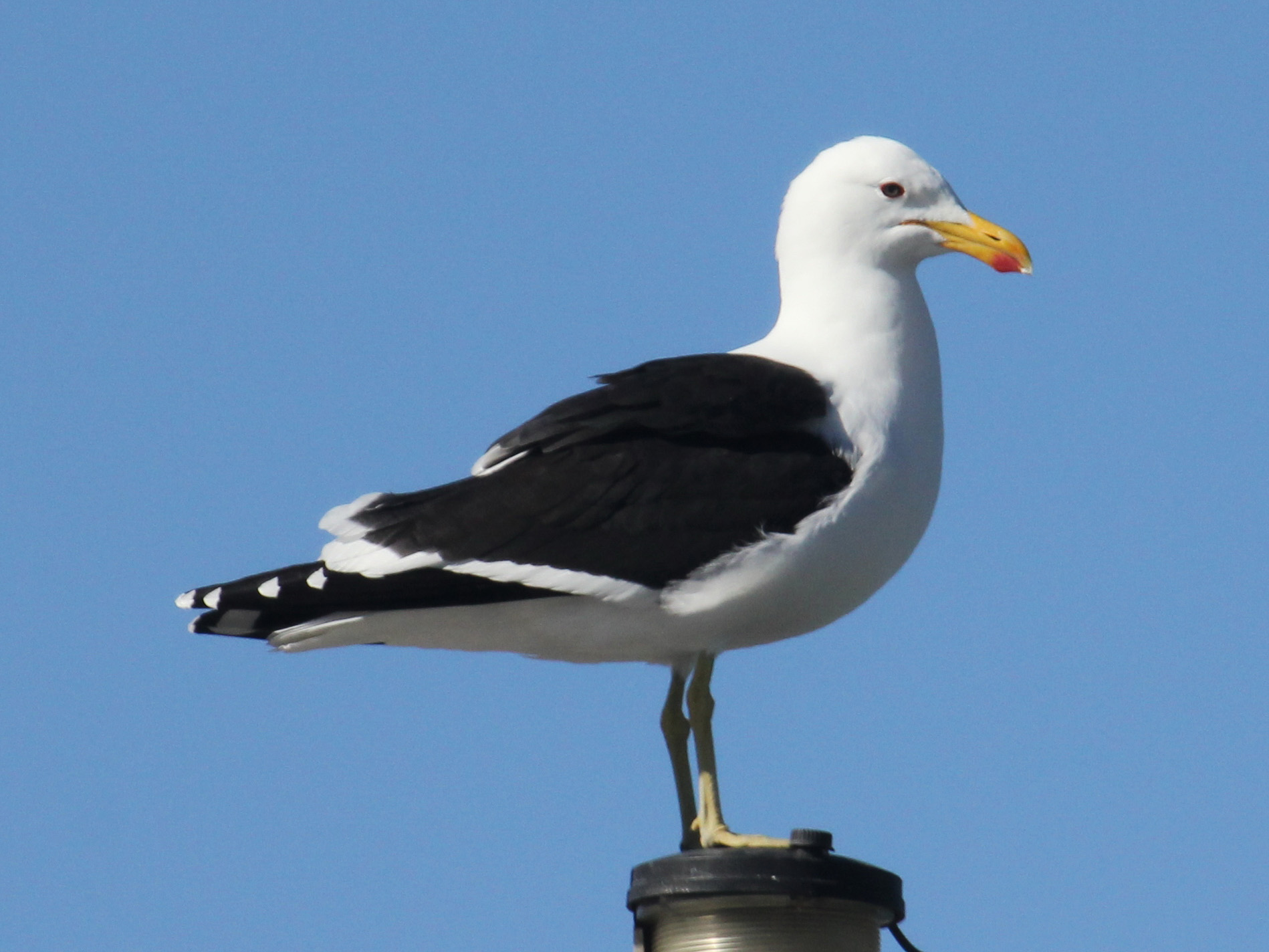
Adult av taxonet vetula.
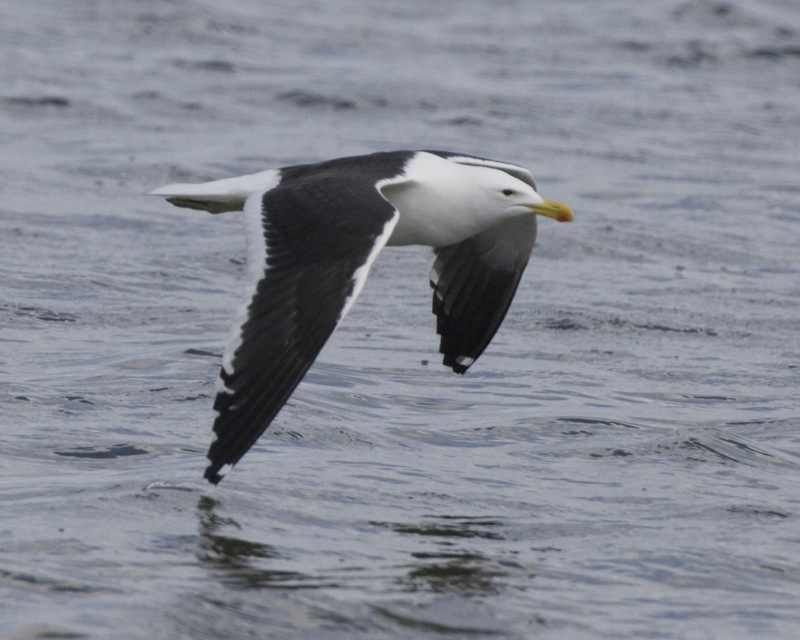
Adult av taxonet vetula.
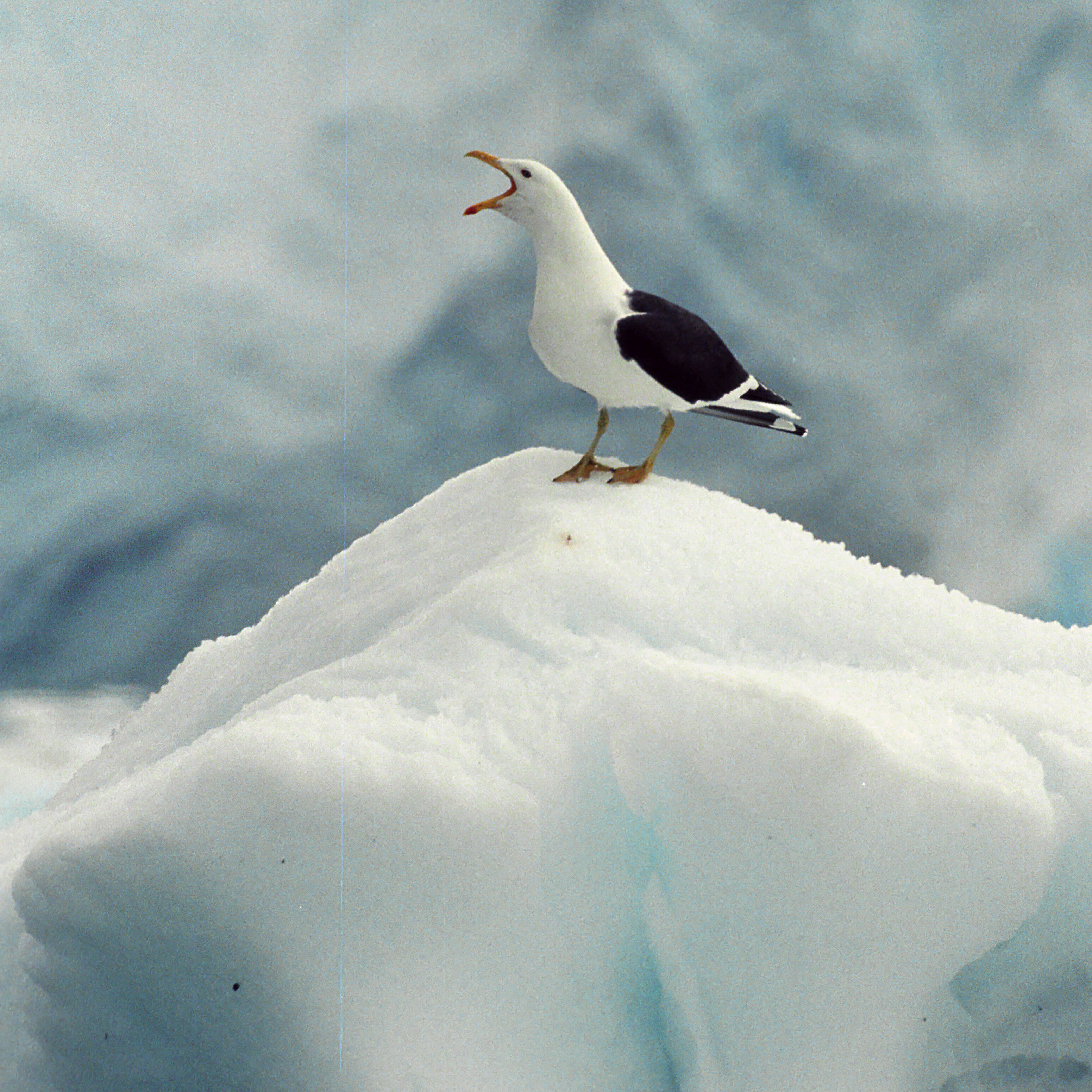
Adult av taxonet austrinus vid Port Neko på Antarktis.
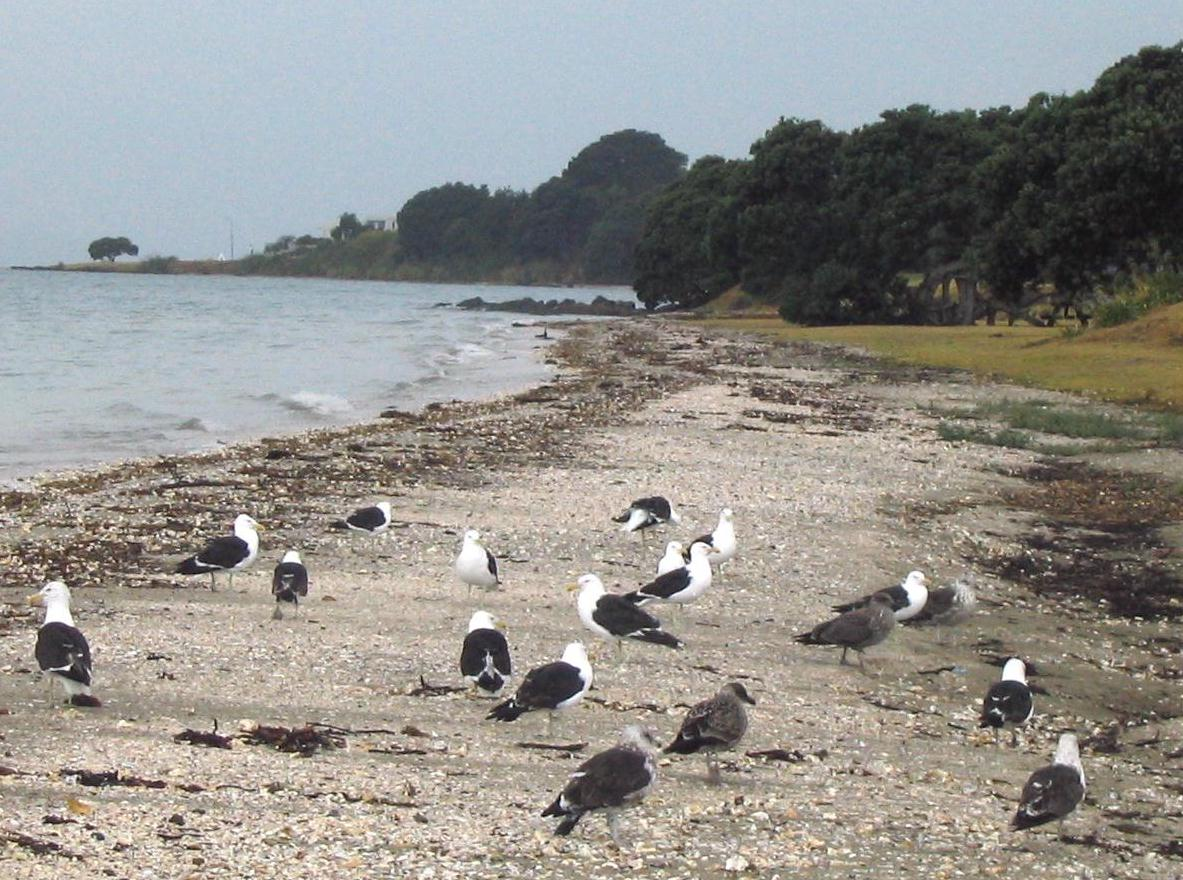
Kelptrutar i olika åldrar på strand i Nya Zeeland.

## Namn
Fågeln har på svenska tidigare kallats dominikanertrut.